# Hichem Yacoubi
Hichem Yacoubi est un acteur et réalisateur franco-tunisien né le 10 janvier 1962 à Tunis.

## Biographie
Né à Tunis, Hichem Yacoubi passe toute son enfance et son adolescence à Chavanoz, dans l'Isère. À l'âge de 18 ans, il quitte cette petite ville pour Paris, où il s'inscrit à la faculté de droit de l'Université Paris-I-Panthéon-Sorbonne. Après seulement trois mois d'études, il plaque tout pour faire de la danse-jazz. Sa carrière de danseur l'amène à se produire, notamment, dans l'opéra-ballet de Laura Vega Orfeo, Ni Ange ni bête, au Casino de Paris et en tournée, ou dans la comédie musicale Mille et un soleil, à la MC93 Bobigny.
Il débute au cinéma par hasard, lorsqu'il se fait remarquer dans la rue par Mounir Bekka, qui le fait tourner dans son court-métrage Barberousse en 1984. Il faut attendre le début des années 2000 pour que le cinéma devienne une activité à part entière. Il apparaît en garde arabe dans Munich de Steven Spielberg, mais c'est son personnage de Reyeb, l'homme qui se fait assassiner par Malik (Tahar Rahim) et qui va devenir son ami imaginaire, dans Un prophète de Jacques Audiard, qui le fait connaître.
En 2014, il interprète un djihadiste dans Timbuktu d'Abderrahmane Sissako, film aux multiples récompenses dont le César du meilleur film et du meilleur réalisateur, le Prix du jury œcuménique au Festival de Cannes 2014, et une nomination comme meilleur film en langue étrangère aux Oscars du cinéma 2015.

## Filmographie

### Cinéma

#### Longs métrages
- 1997 : Une couleur café d'Henri Duparc : Bittar
- 2005 : Munich de Steven Spielberg : le garde arabe
- 2005 : L'Équilibre de la terreur de Jean-Martial Lefranc
- 2009 : Un prophète de Jacques Audiard : Reyeb
- 2013 : Voyoucratie de Fabrice Garçon et Kévin Ossona : Karim
- 2014 : Timbuktu d'Abderrahmane Sissako : un djihadiste
- 2014 : Un illustre inconnu de Matthieu Delaporte : Mourad
- 2015 : Caffé de Cristiano Bortone : Hamed
- 2017 : Le Caire confidentiel (The Nile Hilton Incident) de Tarik Saleh : Nagui
- 2020 : Qu'un sang impur... d'Abdel Raouf Dafri : Youcef
- 2020 : Chacun chez soi de Michèle Laroque : Abdel
- 2020 : Un divan à Tunis de Manele Labidi : Raouf
- 2022 : Ne dis rien (Speak No Evil) de Christian Tafdrup : Muhajid
- 2023 : Moi, capitaine (Io, capitano) de Matteo Garrone : Ahmed
- 2024 : La Gardav de Thomas et Dimitri Lemoine : Nour
- 2025 : Badh de Guillaume de Fontenay

#### Courts métrages
- 1984 : Barberousse « Pas de chance » de Mounir Bekka
- 1984 : La Blanche de Jean-Marc Phan
- 1994 : Désormais... de Daniel Kupferstein
- 1997 : Sept jours de malheur de Gaël Morel
- 1998 : Allegro ma non troppo de Marina Trucchi
- 1999 : Un plan simple d'Al Hadi Ulad Mohand
- 1999 : Un enfant sans tête d'Olivier Hémon et Malika Saci
- 2003 : Pensée assise de Mathieu Robin : l'ami de Théo
- 2004 : Les Oranges de Belleville de Léandre-Alain Baker
- 2004 : Je m'indiffère d'Alain Rudaz et Sébastien Spitz : le maton à la porte
- 2006 : Chez Lulu de Robert Sitbon
- 2008 : Bon anniversaire ! de Daniel Kupferstein et lui-même
- 2014 : Terremere d'Aliou Sow : Jalil
- 2016 : Madres libres d'Auriane Lacince et Viktoria Videnina : voix du père de Nadja
- 2016 : Totem de Youri Tchao Debats
- 2018 : Timoura d'Azedine Kasri : Brahom
- 2018 : Lockdown de Koen Van Sande : Taoufik
- 2020 : Nos gènes de Salim Kechiouche
- 2020 : Le Cercle d'Ali d'Antoine Beauvois

### Réalisation et scénario
- 2008 : Bon anniversaire ! (court métrage), coréalisé avec Daniel Kupferstein

### Voix
- 2006 : Azur et Asmar de Michel Ocelot

### Télévision

#### Téléfilms
- 2007 : L'Affaire Ben Barka de Jean-Pierre Sinapi
- 2013 : Un enfant en danger de Jérôme Cornuau : Sélim
- 2014 : Printemps tunisien de Raja Amari : Moha

#### Séries télévisées
- 1998 : Enguerrand, le guerroyeur de Bernard Dumont
- 2000 : Navarro, épisode Esclavage moderne de Patrick Jamain : Djalal
- 2012 : Engrenages, saison 4, cinq épisodes : Nabil
- 2020 : Les Bâtisseurs de pyramides : Pharaon Khéops
- 2024 : Mister Spade de Scott Frank : Imam

### Clip
- 2013 : Le Charme des premiers jours de Féfé, réalisé par J.G Biggs
- 2020 : L'Ancien de Heuss l'Enfoiré, réalisé par Kub et Cristo
- 2023 : Toxique Exit de Bandit Bandit, réalisé par Théo Sauvage

## Théâtre
- 1989 : Ni Ange ni bête Opéra-ballet de Laura Vega Orfeo, mise en scène de Claudia Morin,  Casino de Paris et en tournée
- 2000 : Didon et Énée d'après Henry Purcell, Les Pavillons-sous-Bois
- 2000 : Mille et un soleil, comédie musicale, MC93 Bobigny
- 2001 : Les larmes de Fatma à travers le sourire de la Joconde de Youcef Hamid, Théâtre Clavel de Paris
- 2001 : Pas de deux d'Emmanuel Dupuis, mise en scène de Serge Lalou
- 2003 : Titus Andronicus de William Shakespeare, mise en scène de Simon Abkarian, Théâtre national de Chaillot et Théâtre du Nord
- 2005 : L'Île des esclaves de Marivaux, mise en scène de Dominique Lardennois, Théâtre de Privas